# A Cuncolta Naziunalista
 (mars 2010).
Si vous disposez d'ouvrages ou d'articles de référence ou si vous connaissez des sites web de qualité traitant du thème abordé ici, merci de compléter l'article en donnant les références utiles à sa vérifiabilité et en les liant à la section « Notes et références ».
A Cuncolta Naziunalista est un parti politique se réclamant du nationalisme corse, fondé en 1987 et disparu en 1998, et considéré comme étant la  vitrine légale du FLNC. Une de ses scissions forma le Mouvement pour l'autodétermination (MPA), vitrine du FLNC-Canal Habituel.
En 1992, A Cuncolta Naziunalista participe à la fondation de Corsica Nazione.
En 1998, la transformation d’A Cuncolta Naziunalista en A cuncolta independentista et son durcissement provoquent une scission supplémentaire. François Santoni, un des fondateurs d'A Cuncolta Naziunalista, annonce, quelque temps plus tard, la fondation d’un nouveau parti, Presenza Naziunale.